# Беркиешу (Клуж)
Беркиешу (рум. Berchieșu) насеље је у Румунији у округу Клуж у општини Фрата. Oпштина се налази на надморској висини од 346 m.

## Становништво
Према подацима из 2002. године у насељу је живело 758 становника.

### Попис2002.
| Расподела становништва по националности 2002.‍ | Расподела становништва по националности 2002.‍ | Расподела становништва по националности 2002.‍ | Расподела становништва по националности 2002.‍ | Расподела становништва по националности 2002.‍ |
| --------------------------------------------- | --------------------------------------------- | --------------------------------------------- | --------------------------------------------- | --------------------------------------------- |
|                                               |                                               |                                               |                                               |                                               |
| Румуни                                        | Румуни                                        |                                               | 652                                           | 86,1%                                         |
| Мађари                                        | Мађари                                        |                                               | 62                                            | 8,2%                                          |
| Роми                                          | Роми                                          |                                               | 43                                            | 5,7%                                          |